# Джиммі Аріес
Джиммі Аріес (англ. Jimmy Arias; нар. 16 серпня 1964) — колишній американський тенісист.
Найвищу одиночну позицію світового рейтингу — 5 місце досяг 9 квітня 1984, парну — 61 місце — 11 травня 1987 року.
Здобув 5 одиночних титулів.
Перемагав на турнірах Великого шолома в змішаному парному розряді.
Завершив кар'єру 1994 року.

## Фінали турнірів Великого шолома

### Мікст (1 перемога)
| Результат | Рік  | Турнір                               | Покриття | Партнер      | Суперники                | Рахунок  |
| --------- | ---- | ------------------------------------ | -------- | ------------ | ------------------------ | -------- |
| Перемога  | 1981 | Відкритий чемпіонат Франції з тенісу | Ґрунт    | Андреа Єйгер | Бетті Стеве Фред Макнеер | 7–6, 6–4 |

## Фінали за кар'єру

### Одиночний розряд (5–11)
| Титули за покриттям |
| Тверде (0)          |
| Трава (0)           |
| Ґрунт (5)           |
| Килим (0)           |

| Результат | W/L  | Дата     | Турнір                   | Покриття | Суперник             | Рахунок                 |
| --------- | ---- | -------- | ------------------------ | -------- | -------------------- | ----------------------- |
| Поразка   | 0–1  | Лип 1982 | Washington Open, США     | Ґрунт    | Іван Лендл           | 3–6, 3–6                |
| Поразка   | 0–2  | Сер 1982 | Індіанаполіс, США        | Ґрунт    | Хосе Їгерас          | 5–7, 7–5, 3–6           |
| Перемога  | 1–2  | Жов 1982 | Токіо, Японія            | Ґрунт    | Домінік Бедель       | 6–2, 2–6, 6–4           |
| Перемога  | 2–2  | Тра 1983 | Флоренція, Італія        | Ґрунт    | Франческо Канчелотті | 6–4, 6–3                |
| Перемога  | 3–2  | Тра 1983 | Рим, Італія              | Ґрунт    | Хосе Їгерас          | 6–2, 6–7(3–7), 6–1, 6–4 |
| Перемога  | 4–2  | Сер 1983 | Індіанаполіс, США        | Ґрунт    | Андрес Гомес         | 6–4, 2–6, 6–4           |
| Поразка   | 4–3  | Лип 1983 | Бостон, Массачусетс, США | Ґрунт    | Хосе Луїс Клерк      | 3–6, 1–6                |
| Поразка   | 4–4  | Лип 1983 | Вашингтон, США           | Ґрунт    | Хосе Луїс Клерк      | 3–6, 6–3, 0–6           |
| Перемога  | 5–4  | Вер 1983 | Палермо, Італія          | Ґрунт    | Хосе Луїс Клерк      | 6–2, 2–6, 6–0           |
| Поразка   | 5–5  | Тра 1985 | Лас-Вегас, США           | Тверде   | Йохан Крік           | 6–4, 3–6, 4–6, 2–6      |
| Поразка   | 5–6  | Тра 1985 | Флоренція, Італія        | Ґрунт    | Серхіо Касаль        | 6–3, 3–6, 2–6           |
| Поразка   | 5–7  | Жов 1985 | Токіо, Японія            | Тверде   | Скотт Девіс          | 1–6, 6–7(3–7)           |
| Поразка   | 5–8  | Кві 1987 | Monte Carlo Open, Монако | Ґрунт    | Матс Віландер        | 6–4, 5–7, 1–6, 3–6      |
| Поразка   | 5–9  | Тра 1988 | Чарлстон, США            | Ґрунт    | Андре Агассі         | 2–6, 2–6                |
| Поразка   | 5–10 | Січ 1990 | Аделаїда, Австралія      | Тверде   | Томас Мустер         | 6–3, 2–6, 5–7           |
| Поразка   | 5–11 | Тра 1991 | Шарлотт, США             | Ґрунт    | Хайме Їсага          | 3–6, 5–7                |